# Stadion Miejski w Živinicach
Stadion Miejski w Živinicach (boś. Gradski stadion) – stadion sportowy w Živinicach, w Bośni i Hercegowinie. Może pomieścić 2000 widzów. Swoje spotkania rozgrywa na nim drużyna NK Slaven Živinice.